# Tao Hua
Dans ce nom chinois, le nom de famille, Tao, précède le nom personnel.
Tao Hua (Shanghai, 12 décembre 1972) est une joueuse de softball chinoise. En 1996, elle remporta une médaille d'argent en softball aux Jeux olympiques d'Atlanta avec l'équipe chinoise de softball, en 2000, elle arriva en quatrième position des Jeux olympiques de Sydney, en 2004, elle arriva une deuxième fois a la quatrième position au classement final.